# Hieto

Mapa de ciudades de la antigua Beocia. Hieto se situaba en la parte norte de la región.

Hieto (en griego, Ύηττος) es el nombre de una antigua ciudad griega de Beocia.
Pausanias la ubica a siete estadios de Olmones y a veinte de Cirtones. Sitúa allí un templo de Heracles donde se creía que se obtenían curaciones de enfermedades y donde había una imagen hecha de piedra sin labrar. Según la mitología griega el nombre de la población proviene por un hombre argivo llamado Hieto que llegó como fugitivo por haber matado al hombre que mantenía relaciones adúlteras con su mujer, al país donde reinaba Orcómeno y este le concedió tierras donde está la aldea de Hieto.